# Martinus Beijerinck
Martinus Willem Beijerinck (ur. 16 marca 1851 w Amsterdamie, zm. 1 stycznia 1931 w Gorssel) – holenderski botanik i mikrobiolog.

## Życiorys
Od 1884 był członkiem Królewskiej Holenderskiej Akademii Sztuk i Nauk. W 1888 odkrył bakterie, które nieprzyswajalny dla roślin azot cząsteczkowy z powietrza zmieniały na formę przyswajalną.
Był profesorem Politechniki w Delfcie (od 1895), a także założycielem Delft School of Microbiology (Akademii Mikrobiologii w Delfcie) – jej członkowie (np. Siergiej Winogradski) nazwali się „ekologami mikrobiologii” i pokazali, że mikroorganizmy nie są jedynie zagrożeniem dla ludzkości (takie podejście było wtedy najpopularniejsze), ale stanowią ważny składnik świata. Dzięki temu gazety zaczęły pisać nie tylko o „złych zarazkach”, ale też o „dobrych zarazkach”. Dokonał istotnych odkryć w zakresie mikrobiologii rolniczej i przemysłowej. Znany jest przede wszystkim jako twórca wirusologii. Odkrył istnienie wirusów, starając się dowieść, że mozaika tytoniowa jest wywoływana przez coś mniejszego od bakterii. W 1905 zdobył Medal Leeuwenhoeka. Beijerinck odkrył także procesy redukcji siarczanów, odpowiednik procesu oddychania bakterii anaerobowych, to znaczy niepotrzebujących do życia tlenu.